# Bashir Alshogre
Bashir Hdaifeh (en árabe: بشير حديفه; siete de abril de 1990), más conocido como Bashir Alshogre por su parentesco con su primo, el orador y activista a favor de los derechos humanos Omar Alshogre, fue un militante sirio en defensa de los derechos humanos durante los primeros años de la revolución siria de 2011. El 16 de noviembre de 2012 fue arrestado por el régimen de Bashar el-Asad en su casa en Baniyas, retenido en el Centro de Detención 291 del Directorio de Inteligencia Militar de Damasco (Siria) y posteriormente trasladado al Centro de Detención 215. Bashir pasó 473 días preso bajo el sistema de detención de Asad hasta que falleció el 3 de marzo de 2014 en dicho centro. Él fue una de las más de 17 000 personas que perecieron bajo arresto en Siria entre marzo de 2011 y diciembre de 2015.

## Biografía

### Encarcelado en centros de detención sirios

#### Encarcelamiento
Poco después de que en 2011 comenzara la revolución siria en Daraa, Bashir participó en manifestaciones en las calles de su pueblo, Al-Bayda. No obstante, el 16 de noviembre de 2012 con 22 años, Bashir fue detenido por dos paramilitares que invadieron su casa en Baniyas y le arrestaron junto con su primo materno de 17 años, Omar Alshogre, y sus hermanos Nour de 17 años y Rashad de 20. Fueron arrestados en Baniyas y posteriormente trasladados a la Central de Inteligencia Militar de Tartús, donde fueron retenidos, investigados y torturados durante 10 días en confinamiento en solitario y, en ocasiones, en grupos de 10-15 prisioneros.

#### Enfermedad y fallecimiento en el Centro de Detención 215
Bashir, sus hermanos y su primo fueron trasladados a otro centro de detención en Homs, a continuación, al Centro de Detención 291 durante unas 6 horas y, finalmente, fueron llevados al Centro de Detención 215 en Damasco. El Centro de Detención Sirio, conocido como “el centro de la muerte lenta” se considera el responsable de torturar y matar a un gran número de detenidos. Durante su encarcelamiento, además de sufrir torturas físicas, Bashir sufrió tortura psicológica, incluyendo la tortura de su primo para así perturbarle y hacerle confesar crímenes que no había cometido.
Ya debilitado por las condiciones de los establecimientos de detención sirios, descritos como inhumanos y degradantes, Bashir lloraba la muerte de su madre y el encarcelamiento de su hermana – Rashad falleció tras varios meses encarcelado en el Centro de Detención 215, y su hermana Nour estaba retenida en la celda de mujeres del mismo centro –. A pesar de la escasez extrema de alimentos, Bashir rehusó comer hasta que se debilitó y contrajo tuberculosis a principios de 2014. Falleció a la edad de 23 años el 3 de marzo de 2014. Los reclusos que sobrevivieron y que coincidieron con Bashir en el Centro de Detención 215 relatan que lavaron su cuerpo, lo acostaron en el centro de la habitación y rezaron la plegaria fúnebre islámica (Salat al-Janazah). Su primo, Omar Alshogre, encargado de contar el número de cadáveres como puede verse en el Archivo César, escribió el número de recluso de Bashir en su frente.